# Fausto Melotti
Fausto Melotti (Rovereto, 8 juni 1901 - Milaan, 22 juni 1986) was een Italiaanse kunstenaar, schilder en tekenaar. 

## Leven en werk
Melotti werd geboren in Rovereto, maar verhuisde na het uitbreken van de Eerste Wereldoorlog in 1915 met zijn familie naar Florence. Hij volgde vanaf 1918 een opleiding wis- en natuurkunde aan de universiteit van Pisa, maar studeerde vervolgens tot 1924 elektrotechniek aan de Politechnico di Milano in Milaan. Tegelijkertijd studeerde hij gedurende vijf jaar muziekwetenschap en piano. Hij wendde zich tot de beeldhouwkunst en werkte een periode in het atelier van Pietro Canonica in Turijn en studeerde aansluitend tot 1928 bij onder anderen Adolpho Wildt aan de Accademia di belle Arti di Brera in Milaan. Een van zijn medestudenten was Lucio Fontana, die een vriend voor het leven zou zijn. In 1932 werd hij docent moderne beeldhouwkunst aan een opleiding in Cantù.
In de jaren '30 behoorde hij tot de avantgardistische kunststroming in Milaan, die onder andere exposeerde bij Galleria del Milione en in 1935 werd hij, na Fontana in 1934, lid van de in 1931 in Parijs opgerichte beweging Abstraction-Création van onder anderen Georges Vantongerloo, Antoine Pevsner, Theo van Doesburg, Piet Mondriaan en Albert Gleizes. Melatti liet zich rond die tijd insprireren door muziek, een niet-tastbare expressievorm, maar voor hem heel essentieel, de door hem genoemde muzikale abstractie. Melotti volgde voortaan de fysieke, intellectuele en harmonische wetten opgelegd door ruimtelijke definities en muzikale tempi. Ritmen, golven, pauzes en contrapunt kregen vorm in klei, gips en metaal met golfeffecten en afwisselend volheid en leegte. Zijn exposities bleven zonder succes, noch bij het publiek noch bij de critici kreeg hij weerklank, maar in Frankrijk en Zwitserland werd zijn werk wel opgemerkt.
Tijdens de Tweede Wereldoorlog onderbrak Fausto Melatti zijn loopbaan als beeldhouwer en wijdde zich aan de schilder- en tekenkunst en schreef gedichten (Il minotauro triste). Hij woonde gedurende twee jaar in Rome en assisteerde de architecten Luigi Figini en Gino Pollini met een bouwproject. In 1943 keerde hij terug in Milaan en ontdekte dat zijn atelier was verwoest bij een bomaanval.
In 1950 naam hij deel als keramisch kunstenaar deel aan de Biënnale van Venetië. In 1961 kreeg hij van de architect Giò Ponti opdracht een werk te vervaardigen voor de expositie Italia 61 (Expo 61 - Celebrazione per il centenario dell'Unita d'Italia) in Turijn. Hij creëerde een muur van 12 meter hoogte bestaande uit 800 unieke keramische tegels. Door zijn gebruik van eenvoudige materialen werd hij al snel ingedeeld bij de kunstenaars van de arte povera. Hij wijdde zich volledig aan de creatie van keramiek, tot hij in 1967 exposeerde bij Galleria Toninelli in Milaan met nieuwe sculpturen, waarbij hij een geheel andere weg was ingeslagen. Tentoonstellingen in Italië en in het buitenland volgden met beelden, installaties, bijna tweedimensionale reliëfs en zogenaamde teatrino's, kleine theatertjes van pleister en terracotta, later aangevuld met metalen motiefjes. In 1973 kreeg hij de Rembrandtprijs van de Goethe-Stiftung in Bazel, in 1977 de Blancamanoprijs en in 1978 de Feltrinelliprijs. Overzichtstentoonstellingen werden georganiseerde in Milaan, Florence, Rome, Venetië, New York, Zürich, Londen, Frankfurt an Main, München, Parijs en Wenen.
Melotti overleed op 22 juni 1986 en kreeg postuum de Gouden Leeuw (Leone d'oro alla memoria allo scultore Fausto Melotti) van 1986 tijdens de XLII. Biënnale van Venetië.

## Werken (selectie)
- 1935 : scultura no. 21 en scultura nr. 23, I sette Savi (1936), Museo di arte moderna e contemporanea di Trent e Rovereto in Rovereto
- 1935 : Scultura nr. 17, Museum of Modern Art in New York
- 1935 : Scultura nr. 24, Castello di Rivoli in Turijn
- 1944 : Teatrino, Solo coi cherchi
- 1961 : Teatrino angoscia, Museo di arte moderna e contemporanea di Trent e Rovereto in Rovereto
- 1969/70: Tema e variazioni: Ottone, Museo d'Arte Contemporanea - Villa Croce in Genua
- 1972 Confronto, La Pioggia (1966/72) en Vento nel capanno (1979), Galleria Civica d'Art Moderna e Contemporaneo in Turijn
- 1981: Tema e variazioni II, Beeldenpark Villa Celle bij Pistoia

## Trivia
Maurizio Pollini is een zoon van Melotti's zus, die was gehuwd met de architect Gino Pollini.